# (271763) Хебреву
(271763) Хебреву (лат. Hebrewu) — астероид, который был открыт тремя учеными — Дэвидом Леви, защитившим докторскую диссертацию в Еврейском университете в 2010 году, Венди Леви из Аризоны и Томом Глиносом из Канады. Астероид назван в честь Еврейского университета в Иерусалиме.